# 2e conférence du Parti du travail de Corée
 (septembre 2017).
Si vous disposez d'ouvrages ou d'articles de référence ou si vous connaissez des sites web de qualité traitant du thème abordé ici, merci de compléter l'article en donnant les références utiles à sa vérifiabilité et en les liant à la section « Notes et références ».
La 2e conférence du Parti du travail de Corée, le parti dominant de la Corée du Nord, s'est tenu en octobre 1966 à Pyongyang.
Durant l'année 1966, plusieurs troubles politiques ont eu lieu sur le continent asiatique : Révolution culturelle lancée en Chine, rupture sino-soviétique qui handicape fortement la Corée du Nord et l'intensification de la guerre au Viêt-Nam. Pour décider de la direction que la Corée devait adopter face à ces crises, Kim Il-sung a décidé de convoquer une conférence exceptionnelle.
Finalement, il est décidé de ne pas choisir entre la Chine populaire et l'URSS. mais étant donné que des groupuscules de Gardes rouges chinois ont accusé la Corée du Nord de dérive totalitaire, le Parti du Travail de Corée décide de condamner la Révolution culturelle et d'attaquer Mao Zedong lui-même en le traitant de « vieux fou qui a perdu la raison ». Il s'ensuivra une période de gel entre la Chine et la Corée, qui renoueront en 1970 à l'initiative de Zhou Enlai, soit un an après la fin de la Révolution culturelle.
Kim Il-Sung a également délivré un rapport : La Situation actuelle et les tâches de notre parti, dans lequel il déclare vouloir mettre l'accent sur l'unité entre les pays socialistes et les mouvements communistes internationaux pour la lutte contre l'Impérialisme et les États-Unis, en particulier sur la question de la guerre du Viêt-Nam. Il a également souligné la nécessité d'une « union-politico idéologique des rangs révolutionnaires ». Et pour finir, il a déclaré vouloir accélérer le processus de rapprochement et de réunification des deux Corées.